# Franz Peter Wirth
Franz Peter Wirth, född 22 september 1919 i München, Bayern, död 17 oktober 1999 i Berg, Bayern, var en tysk filmregissör.

## Regi i urval
- 1958 – Hjältar
- 1959 – Ståltrådssnaran
- 1961 – Flickan från Hongkong
- 1975, 1980 – Tatort (TV-serie)
- 1979 – Die Buddenbrooks (TV-serie)
- 1982 – Ein Stück Himmel (TV-serie)